# ウィリアム・チャムリー (第3代チャムリー侯爵)

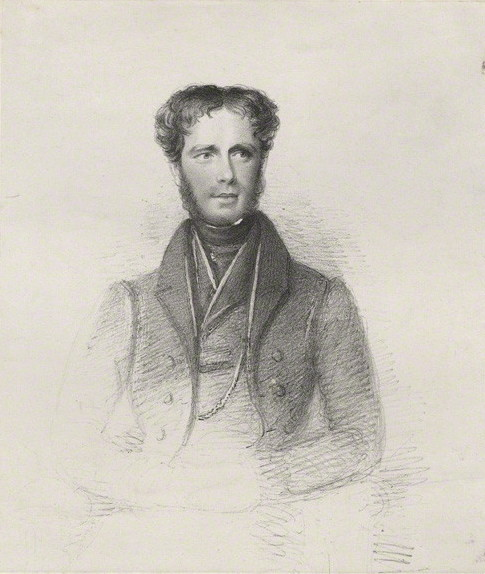
第3代チャムリー侯爵、1832年。

第3代チャムリー侯爵ウィリアム・ヘンリー・ヒュー・チャムリー（英語: William Henry Hugh Cholmondeley, 3rd Marquess of Cholmondeley、1800年3月31日 – 1884年12月16日）は、イギリスの貴族、政治家。トーリー党、のち保守党に属し、庶民院議員（1822年 – 1832年、1852年 – 1857年）を務めた。

## 生涯

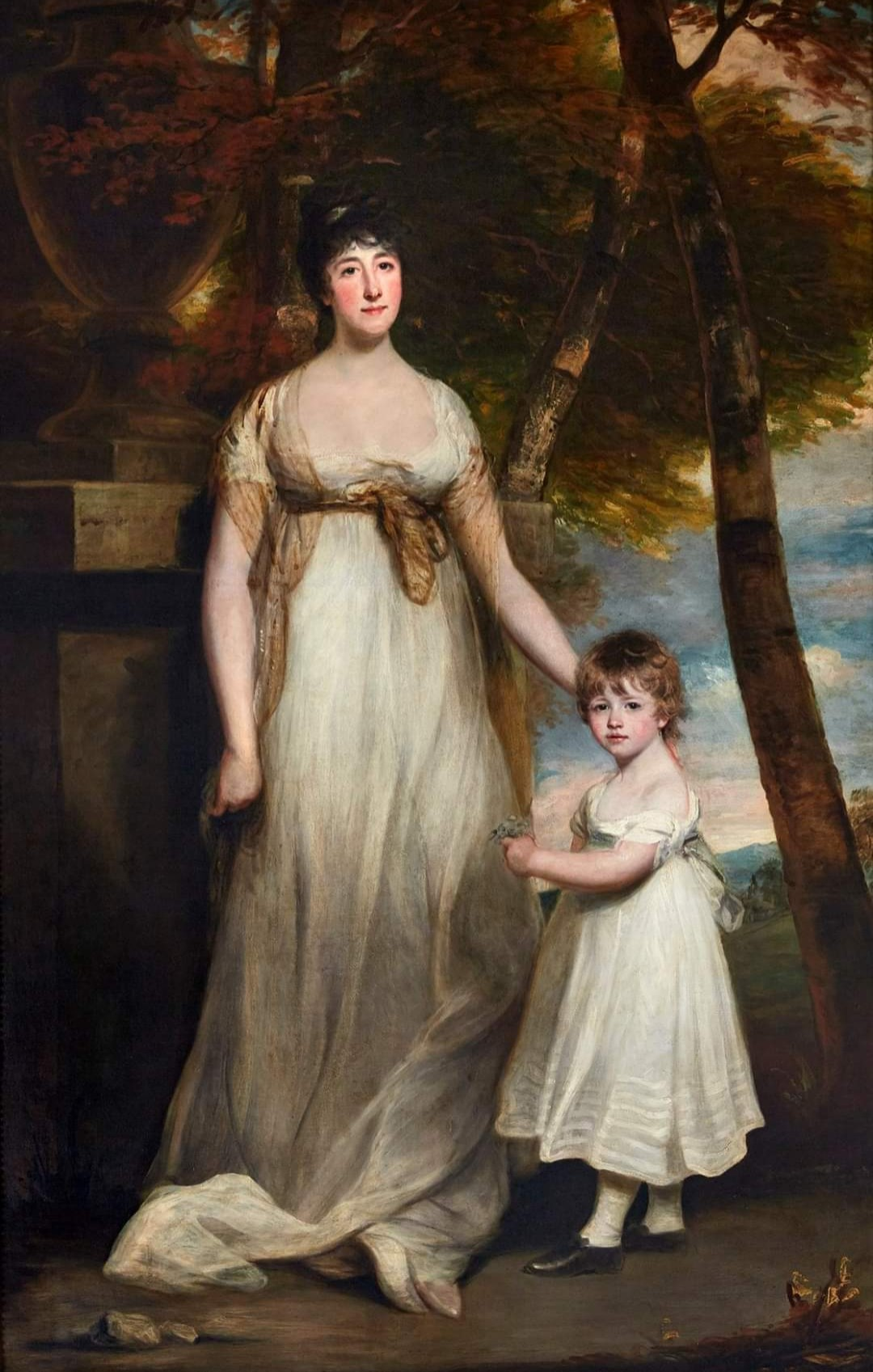
ウィリアムと母ジョージアナ・シャーロット。ジョン・ホプナー画、1805年。

初代チャムリー侯爵ジョージ・チャムリーと妻ジョージアナ・シャーロット（1764年8月7日 – 1838年6月23日、第3代アンカスター＝ケスティーヴァン公爵ペレグリン・バーティーの娘）の次男として、1800年3月31日にピカデリーで生まれた。1814年よりイートン・カレッジで教育を受けた後、1818年11月13日にオックスフォード大学クライスト・チャーチに入学した。
父のお気に入りの息子であり、1821年12月に父が王室家政長官を退任したとき、条件としてキャッスル・ライジング選挙区選出の庶民院議員だった兄ジョージ・ホレイショを貴族院に移籍させ、それを受けて1822年2月に行われた補欠選挙でウィリアムを当選させた。キャッスル・ライジングではチャムリー侯爵家が1議席を掌握しており、ウィリアムは1826年、1830年、1831年の総選挙で再選した。1度目の議員期では演説の記録がなく、1822年2月にさらなる減税に反対、1825年4月、1827年3月、1828年5月にカトリック解放に反対、1830年5月にユダヤ人解放に反対するなど、おおむねトーリー党の一員として行動した。第1回選挙法改正には最初から兄とともに反対したが、アイザック・ガスコインが提出した、選挙法改正の第1次法案を実質的に葬った修正案にも反対した。1827年4月10日に父が死去すると、1,500エーカーの地所を相続した。
第1回選挙法改正でキャッスル・ライジング選挙区が廃止されると、ウィリアムは1832年イギリス総選挙でノーフォーク州のトーリー党員の支持を受けて東ノーフォーク選挙区から出馬したが、2,852票（得票数4位）で落選した。1848年3月27日、カンタベリー協会に加入した。1852年イギリス総選挙で保守党候補として南ハンプシャー選挙区から出馬、無投票で当選した。1期務めたのち1857年イギリス総選挙をもって退任した。
1870年5月8日に兄が死去すると、チャムリー侯爵位を継承した。
1883年時点での領地はチェシャー16,992エーカー（年収29,213ポンド相当）、ノーフォーク州16,995エーカー（年収11,960ポンド相当）、デヴォン州4エーカー（年収115ポンド相当）だった。
長い闘病生活を経て、1884年12月16日にホートン・ホールで死去、ケンサル・グリーン墓地に埋葬された。長男に先立たれたため、孫ジョージ・ヘンリー・ヒューが爵位を継承した。

## 人物
政治では急進主義を嫌い、宗教では福音主義を支持した。

## 家族

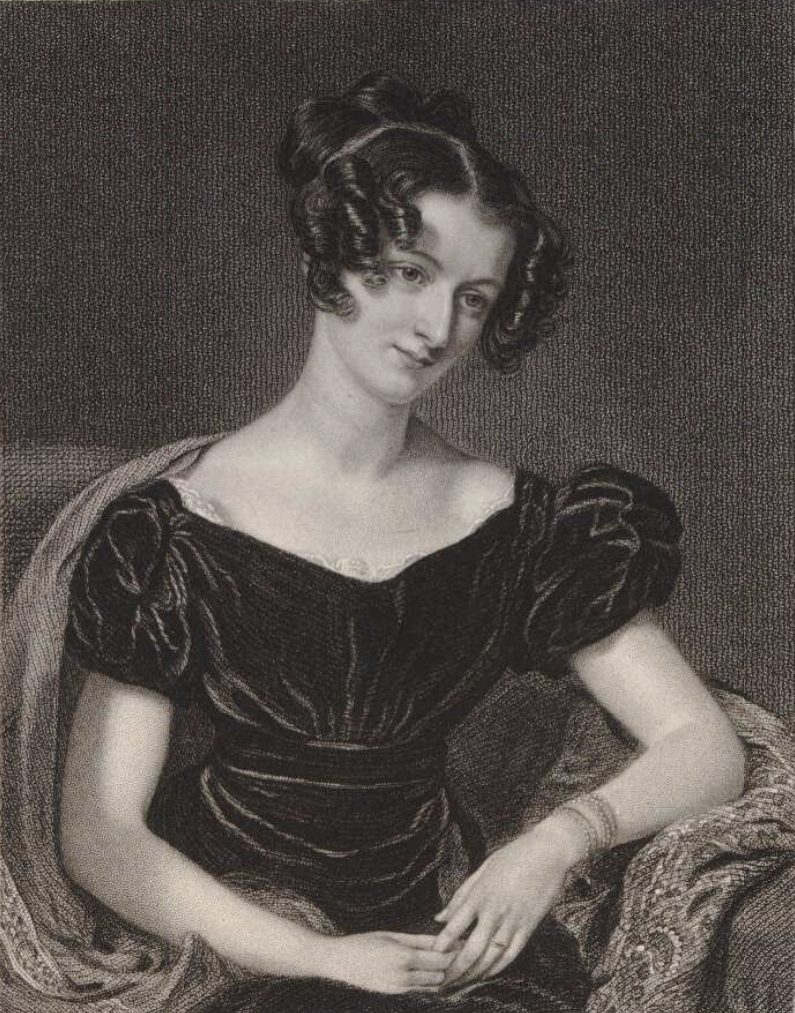
チャムリー侯爵夫人マーシア、1829年。

1825年2月28日、マーシア・エマ・ジョージアナ・アーバスノット（Marcia Emma Georgiana Arbuthnot、1804年10月10日 – 1878年11月3日、チャールズ・アーバスノットとマーシア・アーバスノットの娘）と結婚、2男6女をもうけた。
- マーシア・シャーロット・エマ（1826年11月22日 – 1828年4月7日[8]）
- シャーロット・ジョージアナ（1828年2月4日 – 1912年8月17日） - 1852年4月27日、エドワード・グラッドウィン・アーノルド（Edward Gladwin Arnold、1887年6月12日没）と結婚[8]
- チャールズ・ジョージ（1829年7月9日 – 1869年12月7日） - 1854年10月31日、スーザン・キャロライン・ダッシュウッド（Susan Caroline Dashwood、第4代準男爵サー・ジョージ・ヘンリー・ダッシュウッドの娘）と結婚、子供あり[8]。第4代チャムリー侯爵ジョージ・チャムリー（英語版）の父[1]
- マーシア・スーザン・ハリエット（1831年4月18日[8] – 1927年6月10日） - 生涯未婚[9]
- 女児（1832年8月 – 1832年8月[8]）
- ヘンリー・ヴィアー（1834年10月4日 – 1882年2月27日） - 1860年7月17日、ファニー・イザベラ・キャサリン・スペンサー（Fanny Isabella Catherine Spencer、1900年2月13日没、ジョージ・オーガスタス・スペンサー閣下の娘）と結婚、子供あり[8]
- エマ・シャーロット（1837年11月11日 – 1839年1月26日[8]）
- キャロライン・レイチェル（1840年7月4日 – 1863年3月11日[8]）